# Scheepswerf Peters
Das Schiffbauunternehmen Scheepswerf Peters B.V., auch bekannt als Peters Shipyards, bestand von 1897 bis 2015 in der niederländischen Provinz Overijssel.

## Geschichte
Das Unternehmen hatte seine Wurzeln in der 1858 am Peterswijk in der Fehnkolonie Dedemsvaart eröffneten Holzschiffswerft des Schiffszimmermanns Hermannus Weener. Dieser übergab seinen Betrieb 1896 an den Schiffbaumeister Johannes Gerhardus Peters, der zuvor von 1882 bis 1896 die ebenfalls in Dedemsvaart gelegene Scheepswerf Zomer geführt hatte. Peters stellte den Betrieb auf den Stahlschiffbau um. Das Unternehmen Scheepswerf Peters, später Peters Scheepsbouw N.V., wurde von den Nachfolgern H. B. Peters (1924–1964) und J. G. Peters (1964–1969) weiter betrieben. Als der Kanal Dedemsvaart Ende der 1960er Jahre verfüllt wurde, siedelte der Betrieb 1969 nach Kampen um. Das letzte an der Dedemsvaart gebaute Fahrzeug war ein Fischkutter für den Iran.
Am neuen Standort war die jetzt als Peters Scheepsbouw B.V. firmierende Werft auch als Scheepswerf Peters IJsselmeer und IJsselwerf-Peters Kampen bekannt, bevor man zuletzt unter dem Namen Peters Shipyards auftrat. Die Kaskos einer Reihe von Einheiten wurden von anderen Werften, wie Loděnice Chvaletice oder Československá Plavba Labská zugeliefert.
Zum Abschluss der Bauserie Peters Sole 10000 geriet das Unternehmen in finanzielle Schwierigkeiten und musste im Dezember 2013 Insolvenz anmelden. Im April 2014 wurde das Unternehmen als Bankrott (Faillissement) erklärt. Das Werftareal mit zahlreichen Materialien und den Typentwürfen wurde 2015 vom Mitbewerber Thecla Bodewes Shipyards übernommen und dort als Thecla Bodewes Shipyards Kampen weitergeführt.

## Produkte
Das Unternehmen baute verschiedenste See- und Binnenschiffe. In den frühen Jahren lieferte Peters viele Klipperaken und später Steilsteven ab. In den 1980er Jahren kamen außer verschiedenen Typen von Küstenmotorschiffen auch zahlreiche Fluss-Seeschiffe von der Peters-Werft. In den letzten Jahrzehnten wurden auch deutlich größere Seeschiffe gebaut.
Auf der Scheepswerf Peters entstanden unter anderem folgende Schiffstypen:
- Combi Porter 150
- I-Box 5200
- Icerunner 3650
- Jumbo 6500
- Limbo Combi Porter 90
- Polar Combi Porter 200
- Sole 10000
- SSCC Maxima